# Distretto di Gucheng
Il distretto di Gucheng (古城区S, Gǔchéng QūP) è un distretto della Cina, situato nella provincia di Yunnan e amministrato dalla prefettura di Lijiang.